# Цзиньлинь
Цзиньли́нь (кит. упр. 金林, пиньинь Jīnlín) — район городского подчинения городского округа Ичунь провинции Хэйлунцзян (КНР). Название района образовано из названий ранее существовавших здесь районов Цзиньшаньтунь и Силинь.

## История
В первой половине XX века эти земли находились под юрисдикцией уезда Танъюань; в то время здесь не было постоянного населения, имелись лишь охотничьи избушки представителей национальных меньшинств. В годы войны с Японией эти места являлись одним из центров партизанского движения. В 1943 году здесь прошла железная дорога и появилась станция Цзиньшаньтунь. В 1948 году переселенцы из Цзямусы основали деревни Цзялиньцунь (佳林村) и Сюэсицунь (学习村). В 1952 году официальными лицами восточной части этих мест было дано название Дафэнгоу (大丰沟), а в апреле там образовано Дафэнское лесничество.
В октябре 1952 года был образован уезд Ичунь, и эти места вошли в его состав.
В 1956 году все деревни западной части этих мест были объединены в волость Цзялиньсян (佳林乡).
В 1957 году уезд Ичунь был преобразован в городской округ, и волость Цзялиньсян стала уличным комитетом Силинь в составе района Мэйси.
В 1962 году Дафэнское лесничество было преобразовано в район Дафэн (大丰区).
В октябре 1969 года уличный комитет Силинь был выделен из района Мэйси в качестве района Силинь.
В 1983 году район Дафэн был переименован в Цзиньшаньтунь.
В 2019 году районы Силинь и Цзиньшаньтунь были объединены в район Цзиньлинь.
1. ↑  国务院第七次全国人口普查领导小组办公室 中国人口普查分县资料—2020 (кит.) — 北京市: 中国统计出版社, 2022. — 983 с. — ISBN 978-7-5037-9772-9